# 八戸ニュータウン
八戸ニュータウン（はちのへニュータウン）は、青森県八戸市にあるニュータウンの一つ。地域振興整備公団（現：独立行政法人都市再生機構<UR都市機構>）が整備した新興住宅地である。

## 概要
八戸市役所から、南西に3.5 kmの高台に位置し馬淵川右岸の標高90 - 130 m程度の丘陵地帯にある。1982年に建設が着工し330 haが開発された。2017年4月現在、3,938世帯、10,317人が居住している。
八戸ニュータウンは、北に根城、東に沢里、南に飛び地で根城の小字の笹子、飛び地の田面木、西に坂牛、田面木、八幡が面している。鉄道の駅は無いが、北西4 kmに東日本旅客鉄道（JR東日本）・青い森鉄道八戸駅がある。幹線道路は 八戸自動車道八戸インターチェンジ、 青森県道29号八戸環状線。市道3・3・10街路（通称けやき通り：根城6丁目から八戸ニュータウンへ向かう4車線道路）、市道3・4・10街路（通称ニュータウン南通り：田面木小学校から八戸ニュータウンへ向かう2車線道路）などに面している。
1992年から八戸市営バスがニュータウンと運行を開始し、後に南部バスが市内路線を新設した。また、八戸インターチェンジには東北自動車道を経由して仙台・東京方面へ向かう高速バス路線の停留所が設置されている。
2002年に住居表示が実施され、北白山台（1丁目から4丁目）、東白山台（1丁目から4丁目）、南白山台（1丁目から3丁目）の西白山台（1丁目から6丁目）の4町に分けられている。それ以前はそれぞれ根城、沢里、坂牛、田面木の一部に含まれていた。
北白山台は、ニュータウン北部の地域で、2017年現在583世帯、1,397人が居住している。八戸インターチェンジへ接続する道路が地区の中央を南北に通り、その北西に商業業務地区の八戸流通センターがある。総面積は207,103 m2で46社が立地し、約1,000人の労働者が就労している。地区南部にはタウンセンターがあり、ユニバース、ダイソー、サンドラッグ、大戸屋、しまむら、東奥日報社八戸ビル、八戸消防署根城分遣所が立地している。近隣には、2 haの面積を持つ地区公園の長者森公園が隣接しているほか、地区南西には白山台公園が設置されている。公園面積は16.7 haで、ニュータウン内で最も大きい地区公園である。
東白山台は、ニュータウン東部の地域で2017年現在1,195世帯、3,080人が居住している。1995年に、八戸市内で当時としては、最も新しい小学校である八戸市立白山台小学校が開校した。2017年までは市内最大規模の小学校であったが、八戸市立西白山台小学校の分離・新設により、生徒数は半減した。1998年には、地内北東の東白山台一丁目にリゾート施設の厚生年金休暇センターウェルサンピア八戸(現グランドサンピア八戸)が開設された。敷地面積は17.6 ha。延べ床面積15,000 m2。鉄筋コンクリート地上9階、地下1階の構造で、ホテル、温泉、結婚式場、テニスコート、ゴルフ練習場などがあり、市街地に立地する利便性から市民に親しまれている。年金健康保険・福祉施設整理機構によると、2002年から2007年までの平均利用者数は、年間約50万人で、約5000万円程度の黒字を計上している。また、TSUTAYA白山台店やホーマック白山台店がある。
南白山台はニュータウンの南東、八戸自動車道の東側に位置している。当地区には2017年現在794世帯、1,985人が居住している。地内中央には八戸圏域水道企業団事業所と、隣接した白山浄水場があり、八戸地域を含めた周辺自治体の約33万人に水道を供給している。地内には八戸ニュータウン郵便局、ミニストップが営業している。このほか、地内東部に隣接する根城字丹後平では丹後平古墳群が発掘され、7世紀後半から9世紀前半の円墳古墳を中心に70以上が確認され、7,000 m2が国史指定されている。
西白山台はニュータウンの南西、八戸自動車道の西側に位置している。当地区には、1,366世帯、3,855人が居住している。地内南部には市営住宅白山台ヒルズ18棟57戸が立地している。地区中央部には2007年に開校した八戸市立白山台中学校が立地している。2008年度の八戸市の報告書によると現在、生徒数は351人、教職員数は26人で11学級をもつ市内で最も新しい中学校で、八戸ニュータウンと南田面木を中心とした学区を形成している。さらに、ニュータウンの人口増加による児童数増加で、白山台小学校が手狭になったため、2017年4月、白山台中学校近くに八戸市立西白山台小学校が開校した。公園施設も充実しており、面積2.0 haの地区公園の「とりのき沢公園」や、地区西部には面積6.3 haの 都市緑地である「とくらくぼ緑地」があり、ニュータウン開発以前の自然が残っている。

## 歴史

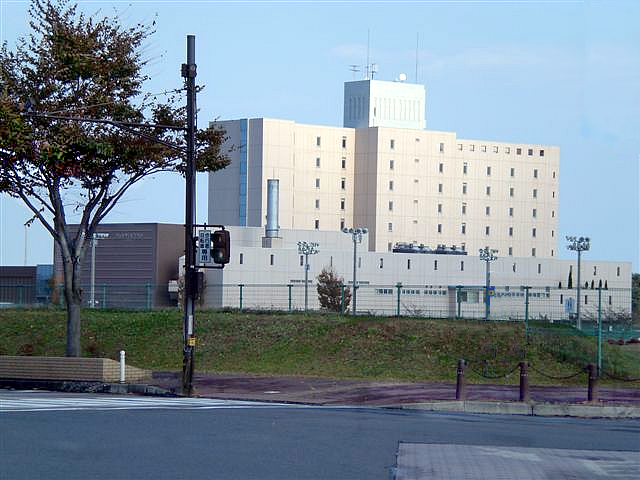
グランドサンピア八戸

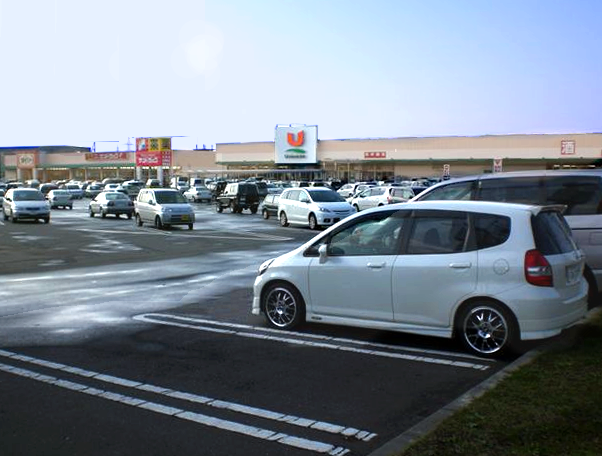
八戸ニュータウン タウンセンター

- 1978年（昭和53年）- 八戸ニュータウン建設の予算採択
- 1982年（昭和57年）- ニュータウン建設着工
- 1984年（昭和59年）10月1日 - 八戸新都市地区について、新市街地整備を目的とした土地区画整理事業の事業計画が決定される[7]
- 1990年（平成2年）- 街開き
- 1990年（平成2年）- 八戸市営バス 八戸ニュータウン線運行開始
- 1996年（平成8年）- 白山台小学校開校
- 1998年（平成10年）- 厚生年金休暇センター（グランドサンピア八戸）がオープン
- 2002年（平成14年）10月25日 - 土地区画整理事業の換地処分公告が行われる[7]
- 2002年（平成14年）10月26日 - 八戸新都市地区の住居表示が実施され、大字沢里、大字根城、大字田面木、大字坂牛の各一部が北白山台一丁目から六丁目、東白山台一丁目から四丁目、南白山台一丁目から三丁目、西白山台一丁目から六丁目となる[8][9]
- 2007年（平成19年）- 白山台中学校開校
- 2017年（平成29年）- 西白山台小学校開校

### 字・町名の変遷
| 実施後         | 実施年月日     | 実施前（各字ともその一部）                                                                         |
| -------------- | -------------- | -------------------------------------------------------------------------------------------------- |
| 東白山台一丁目 | 2002年10月26日 | 大字沢里字上沢内、字古宮、字湯浅屋新田                                                             |
| 東白山台二丁目 | 2002年10月26日 | 大字沢里字上沢内、字古宮、字湯浅屋新田、大字根城字丹後平、字丹後谷地、字白山平、大字田面木字毛勝窪 |
| 東白山台三丁目 | 2002年10月26日 | 大字沢里字湯浅屋新田、大字根城字丹後平、字白山平、大字田面木字毛勝窪、字田面木平、字長者森、字南沢 |
| 東白山台四丁目 | 2002年10月26日 | 大字根城字丹後平、字丹後谷地                                                                       |
| 北白山台一丁目 | 2002年10月26日 | 大字沢里字古宮、字湯浅屋新田、大字根城字牛ケ窪、字大久保、字白山平                                 |
| 北白山台二丁目 | 2002年10月26日 | 大字根城字牛ケ窪、字牛ケ沢、字内沢、字白山平、大字田面木字鶉窪、字長者森、字前平                   |
| 北白山台三丁目 | 2002年10月26日 | 大字沢里字湯浅屋新田、大字根城字白山平、大字田面木字長者森                                         |
| 北白山台四丁目 | 2002年10月26日 | 大字根城字白山平、大字田面木字前平、字長者森                                                       |
| 北白山台五丁目 | 2002年10月26日 | 大字沢里字湯浅屋新田、大字根城字丹後平、字白山平、大字田面木字田面木平、字長者森、字南沢           |
| 北白山台六丁目 | 2002年10月26日 | 大字田面木字田面木平、字長者森、字南沢                                                             |
| 南白山台一丁目 | 2002年10月26日 | 大字根城字笹子、字丹後平、字丹後谷地、大字田面木字毛勝窪、字田面木平                               |
| 南白山台二丁目 | 2002年10月26日 | 大字田面木字毛勝窪、字田面木平、字鳥木沢                                                           |
| 南白山台三丁目 | 2002年10月26日 | 大字根城字笹子、字丹後平、大字田面木字田面木平、字鳥木沢                                           |
| 西白山台一丁目 | 2002年10月26日 | 大字田面木字十文字平、字田面木平、字南沢、字盲堤沢、大字坂牛字上沢                                 |
| 西白山台二丁目 | 2002年10月26日 | 大字田面木字十文字平、大字坂牛字上沢、字笹ノ沢頭、字徳良窪、字中沢                                 |
| 西白山台三丁目 | 2002年10月26日 | 大字田面木字十文字平、字田面木平、字鳥木沢、大字坂牛字上沢                                         |
| 西白山台四丁目 | 2002年10月26日 | 大字田面木字田面木平、字鳥木沢、字韮窪、大字坂牛字上沢、字笹ノ沢頭、字鳥ノ木沢                     |
| 西白山台五丁目 | 2002年10月26日 | 大字田面木字田面木平、字鳥木沢、字韮窪、大字坂牛字妻ノ神、字下鳥ノ木沢                             |
| 西白山台六丁目 | 2002年10月26日 | 大字田面木字鳥木沢、大字坂牛字上沢、字笹ノ沢頭、字妻ノ神、字下鳥ノ木沢                             |

## 世帯数と人口
2017年（平成29年）4月30日現在の世帯数と人口は以下の通りである。

### 東白山台
| 丁目           | 世帯数    | 人口    |
| -------------- | --------- | ------- |
| 東白山台二丁目 | 341世帯   | 834人   |
| 東白山台三丁目 | 452世帯   | 1,095人 |
| 東白山台四丁目 | 402世帯   | 1,151人 |
| 計             | 1,195世帯 | 3,080人 |

### 西白山台
| 丁目           | 世帯数    | 人口    |
| -------------- | --------- | ------- |
| 西白山台一丁目 | 260世帯   | 611人   |
| 西白山台二丁目 | 181世帯   | 570人   |
| 西白山台三丁目 | 357世帯   | 976人   |
| 西白山台四丁目 | 266世帯   | 812人   |
| 西白山台五丁目 | 192世帯   | 586人   |
| 西白山台六丁目 | 110世帯   | 300人   |
| 計             | 1,366世帯 | 3,855人 |

### 南白山台
| 丁目           | 世帯数  | 人口    |
| -------------- | ------- | ------- |
| 南白山台一丁目 | 205世帯 | 500人   |
| 南白山台二丁目 | 284世帯 | 696人   |
| 南白山台三丁目 | 305世帯 | 789人   |
| 計             | 794世帯 | 1,985人 |

### 北白山台
| 丁目           | 世帯数  | 人口    |
| -------------- | ------- | ------- |
| 北白山台一丁目 | 172世帯 | 422人   |
| 北白山台二丁目 | 1世帯   | 3人     |
| 北白山台三丁目 | 164世帯 | 340人   |
| 北白山台四丁目 | 246世帯 | 632人   |
| 計             | 583世帯 | 1,397人 |

## 教育
- 八戸市立白山台小学校
  - 1996年（平成8年） 八戸市東白山台に開校。八戸市立根城小学校から分離。
- 八戸市立西白山台小学校
  - 2017年（平成29年） 八戸市西白山台に開校。八戸市立白山台小学校から分離。
- 八戸市立白山台中学校
  - 2007年（平成19年） 八戸市西白山台に開校。八戸市立根城中学校から分離。

## 施設

### 福祉
- 特別養護老人ホームサンシャイン
  - 2021年以降高齢者への虐待が複数回通報され2023年（令和5年）に改善勧告、再度虐待の通報を受け2024年（令和6年）に行政処分が行われた[10][11][12]。

## 開発データ
開発目的
産業・物流機能の導入、公共支援施設の立地誘導により新たな雇用の場の創出、所得の増加、地域産業の高度化、物流の効率化に貢献
- 開発面積・約330ha
- 計画人口・約15,000人
- 事業期間・1982年（昭和57年）からおおむね21箇年
- 概算事業費・約710億円
- 土地利用計画
  - 住宅用地/約140ha
  - 流通業務用地/約20ha
  - 誘致施設用地/約20ha
  - 公益施設等用地/約60ha
  - 道路/約50ha
  - 河川/約10ha
  - 公園・緑地/約30ha